# Troglohyphantes spatulifer
Troglohyphantes spatulifer là một loài nhện trong họ Linyphiidae.
Loài này thuộc chi Troglohyphantes. Troglohyphantes spatulifer được miêu tả năm 2001 bởi Pesarini.